# جيفري بليك
جيفري بليك (بالإنجليزية: Geoffrey Lewis Blake)‏ هو ممثل أمريكي، ولد في 31 أغسطس 1962 ببالتيمور في الولايات المتحدة.

## أعمال

### أفلام
- (1991) المخلوقات 3
- (1993) تجربة فيلادلفيا الثانية
- (1994) فورست غامب
- (1995) أبولو 13[3][4][5]
- (1997) اتصال[6][7][8]
- (1997) ذيل الكلب[9][10][11]
- (2008) فروست ونيكسون[12][13]

## وصلات خارجية
- جيفري بليك على موقع IMDb (الإنجليزية)
- جيفري بليك على موقع روتن توميتوز (الإنجليزية)
- جيفري بليك على موقع ألو سيني (الفرنسية)
- جيفري بليك على موقع أول موفي (الإنجليزية)
- جيفري بليك على موقع قاعدة بيانات الأفلام السويدية (السويدية)
- جيفري بليك على موقع قاعدة بيانات الفيلم (الإنجليزية)
- جيفري بليك على موقع كينوبويسك (الروسية)